# Stanwellia occidentalis
Stanwellia occidentalis is een spinnensoort in de taxonomische indeling van de bruine klapdeurspinnen (Nemesiidae).
Stanwellia occidentalis werd in 1972 beschreven door Main.